# (1550) Тито
(1550) Тито (сербохорв. Tito) — астероид главного пояса, который принадлежит к светлому спектральному классу S. Он был открыт 29 ноября 1937 года сербским астрономом Милорадом Б. Протичем в Белградской обсерватории и назван в честь Иосипа Броза Тито, президента Югославии с 1953 по 1980 годы.

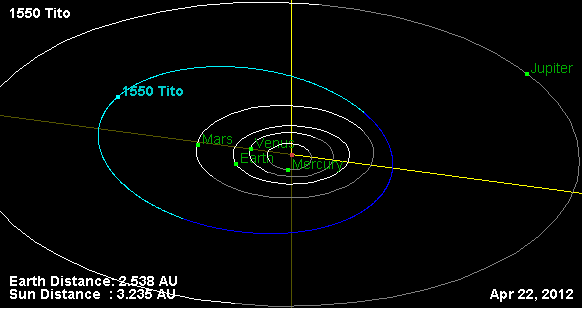
Орбита астероида Тито и его положение в Солнечной системе

Тиссеранов параметр относительно Юпитера — 3,358. 